# 陳淑姿
陳淑姿，臺灣彰化北斗人出身的女性行政官員，現任行政院主計總處主計長。出身平凡家庭，從基層的主計員、稅務員幹起到內閣閣員。歷經四位市長許添財、賴清德、李孟諺和黃偉哲，2010年臺南市升格直轄市時，財政舉債達上千億，陳淑姿身為「臺南大掌櫃」，短短幾年即讓市府「零負債」。畢業於東吳大學會計系和成功大學政治經濟研究所。